# Patrick Wymark
Patrick Wymark eigentl. Patrick Carl Cheeseman (* 11. Juli 1926 in Cleethorpes, Lincolnshire; † 20. Oktober 1970 in Melbourne, Australien) war ein britischer Schauspieler.
Patrick Wymark erhielt seine Schauspielausbildung an der Old Vic Theatre School in London und gab sein Theaterdebüt 1951. In den 1950er Jahren war er Ensemblemitglied des Shakespeare Memorial Theatre in Stratford-upon-Avon. Neben zahlreichen Shakespeare-Rollen spielte er hier die Titelrolle in Dantons Tod von Georg Büchner. Seine Film- und Fernsehkarriere begann Mitte der 1950er Jahre. Insgesamt wirkte er in 48 Film- und Fernsehproduktionen mit.
Wymark benannte sich nach seinem Schwiegervater William Wymark Jacobs. Er war verheiratet mit der Dramatikerin Olwen Wymark (1932–2013). Beide hatten miteinander vier Kinder, darunter die Schauspielerin Jane Wymark. Wymark starb im Alter von 44 Jahren an einem Herzinfarkt, drei Tage vor der Theaterpremiere des Stückes Revanche von Anthony Shaffer, in dem er mitwirken sollte. Er wurde tot in seinem Hotelzimmer aufgefunden.

## Filmographie (Auswahl)
- 1960: Geheimauftrag für John Drake (Danger Man) (Fernsehserie, 1 Folge)
- 1960: Die Herren Einbrecher geben sich die Ehre (The League of Gentlemen)
- 1960: Die Spur führt ins Nichts (The Criminal)
- 1963: Die Kinder der Verdammten (Children of the Damned)
- 1964: Stunden des Ruhms – Winston Churchills Leben und Werk (The Finest Hours)
- 1965: Ekel (Repulsion)
- 1965: Geheimaktion Crossbow (Operation Crossbow)
- 1965: Der Schädel des Marquis de Sade (The Skull)
- 1966: Der Puppenmörder (The Psychopath)
- 1967: A King’s Story (nur Stimme)
- 1967: Siebenmal lockt das Weib (Woman Times Seven)
- 1968: Agenten sterben einsam (Where Eagles Dare)
- 1968: The Champions (Fernsehserie, 1 Folge)
- 1969: Luftschlacht um England (Battle of Britain)
- 1969: Unfall im Weltraum (Doppelgänger)
- 1970: Cromwell – Krieg dem König (Cromwell)